# Xã Marion, Quận Saginaw, Michigan
Xã Marion (tiếng Anh: Marion Township) là một xã thuộc quận Saginaw, tiểu bang Michigan, Hoa Kỳ. Năm 2010, dân số của xã này là 923 người.